# Final Fantasy VII: Advent Children
Final Fantasy VII: Advent Children е японски филм, допълващ историята на японската ролева игра Final Fantasy. Играта излиза в PlayStation One и в PC вариант.
Advent Children излиза две години след Final Fantasy VII и проследява действията на главния герой Cloud Strife. Той се опитва да открие причината за мистериозна чума, нападнала населението. Филмът излиза през 2005 в DVD формат с японско аудио, а през 2006 – и с английско озвучаване.

## История
Във времето на великите воини злият Sephiroth и силата на Meteor биват победени от боецът Cloud Strife и неговата компания. Сега, макар че животът на Земята е възстановен, определени хора заболяват от болестта Geo Stigma, която е както мистериозна, така и неизлечима.
Междувременно в сенките се появява нов враг – Kadaj, който държи ключа за унищожението на живота.
Така настъпва и времето за Cloud, Tifa, Barrett, Cid и останалите от групата да се съберат отново, за да победят Kadaj и да спасят света от унищожение.

## Главни герои
Cloud Strife
Sephiroth
Vincent Valentine...
Tifa
Yuffie
Cid
Barrett
Kadaj
Loz